# سباستيان ميراندا
سباستيان ميراندا (بالإسبانية: Sebastián Miranda)‏ (26 أغسطس 1980 تشيلي - ) هو لاعب كرة قدم تشيلي يلعب كمدافع.

## وصلات خارجية
سباستيان ميراندا على موقع الدوري الأمريكي (الإنجليزية)
- سباستيان ميراندا على موقع قاعدة بيانات كرة القدم.إي يو (الإنجليزية)
- سباستيان ميراندا على موقع Soccerway.com (الإنجليزية)
- سباستيان ميراندا على موقع عالم كرة القدم.نت (الإنجليزية)